# Нанотехнологии в России
Нанотехнология — совокупность методов и приёмов, обеспечивающих возможность контролируемым образом создавать и модифицировать объекты, включающие компоненты с размерами менее 100 нм, хотя бы в одном измерении, и в результате этого получившие принципиально новые качества, позволяющие осуществлять их интеграцию в полноценно функционирующие системы большего масштаба.

## История
В 2000 году Правительство России разработало и приняло программу «Военная наноэлектроника Вооружённых Сил Российской Федерации на период до 2010 года».
21 августа 2001 года принята Федеральная целевая научно-техническая программа «Исследования и разработки по приоритетным направлениям развития науки и техники на 2002—2006 годы». 14 ноября 2002 года постановлением Правительства России в эту программу были добавлены разделы, связанные с нанотехнологиями и нанонаукой.
6 июля 2006 года принята Федеральная целевая программа «Исследования и разработки по приоритетным направлениям развития научно-технологического комплекса России на 2007—2012 годы», после чего финансирование по направлениям нанотехнологий и нанонауки возросло.
26 апреля 2007 года В. В. Путин в послании Федеральному Собранию назвал нанотехнологии «наиболее приоритетным направлением развития науки и техники». По мнению Путина, для большинства россиян нанотехнологии сегодня — «некая абстракция вроде атомной энергии в 30-е годы».
4 мая 2008 года Правительство России приняло «Программу развития наноиндустрии в Российской Федерации до 2015 года», согласно которой объём производства продукции наноиндустрии в России должен составить к 2015 году более 900 млрд руб.
8 октября 2008 года создано «Нанотехнологическое общество России», в задачи которого входит «просвещение российского общества в области нанотехнологий и формирование благоприятного общественного мнения в пользу нанотехнологического развития страны»
6 октября 2009 года президент России Д. А. Медведев на открытии Международного форума по нанотехнологиям в Москве заявил: «Все мы должны сделать так, чтобы нанотехнологии стали одной из мощнейших отраслей экономики. Именно к такому сценарию развития я вас призываю». Д. А. Медведев предложил Минобрнауки увеличить количество специальностей в связи с развитием потребности в квалифицированных кадрах для нанотехнологий.
26 апреля 2010 года в городе Рыбинске открылся завод по производству монолитного твёрдосплавного инструмента с многослойным наноструктурированным покрытием. Это первое нанотехнологическое производство в России. Роснано потратила на финансирование этого проекта около 500 млн рублей. Глава российского научного центра «Курчатовский институт» М. В. Ковальчук заявил: «Роснано в Рыбинском проекте сыграла очень важную роль в цепочке между научной организацией, финансирующим органом и конечным производством. Мы за бюджетные деньги создали интеллектуальную собственность, а затем с помощью Роснано коммерциализовали её и легально продали производственникам лицензию на её использование. Таким образом, благодаря этой госкорпорации наша технология была превращена в коммерческий продукт».

## Российская корпорация нанотехнологий
Государственная корпорация «Российская корпорация нанотехнологий» учреждена в июле 2007 года специальным Федеральным законом от 19 июля 2007 года № 139-ФЗ. В 2007 году правительство Российской Федерации внесло имущественный взнос в размере 130 млрд рублей для обеспечения деятельности корпорации. Официально зарегистрирована 19 сентября 2007 года.
Органами управления корпорации являются наблюдательный совет, правление и генеральный директор. Органом внутреннего финансового контроля является ревизионная комиссия. В корпорации формируется консультативный орган — научно-технический совет.
Генеральный директор — Анатолий Борисович Чубайс (до сентября 2008 года — Леонид Борисович Меламед). Председатель наблюдательного совета: Андрей Александрович Фурсенко — министр образования и науки Российской Федерации.
На 1 сентября 2010 года наблюдательный совет Роснано одобрил к софинансированию 93 проекта (82 инвестиционных проекта, 7 фондов и 4 наноцентра) с общим бюджетом 302,1 млрд рублей, включая долю Корпорации в объеме 123,1 млрд рублей. В корпорацию к этой дате поступило 1758 заявок на софинансирование проектов в сфере нанотехнологий, из которых 1037 были отклонены, 308 находились на стадии внутренней научно-технической и инвестиционной экспертизы, а 320 проходили стадию рассмотрения в научно-техническом совете и в инвестиционном комитете..
Одобренные к финансированию проекты Роснано разделены на шесть кластеров:
- солнечная энергетика и энергосбережение[14][15];
- наноструктурированные материалы[16][17];
- медицина и биотехнологии[18][19];
- машиностроение и металлообработка[20][21];
- оптоэлектроника и наноэлектроника[22][23];
- инфраструктурные проекты[24][25].

## Форумы и выставки
Первый в России Международный форум по нанотехнологиям Rusnanotech прошел в 2008 году, впоследствии форум стал ежегодным. Работа по организации Международного форума по нанотехнологиям проводилась в соответствии с Концепцией, одобренной наблюдательным советом ГК «Роснанотех» 31 января 2008 г., и распоряжением Правительства Российской Федерации № 1169-р от 12.08.2008 г. Форум прошел с 3 по 5 декабря 2008 г. в г. Москве в Центральном выставочном комплексе «Экспоцентр». Программа Форума состояла из деловой части, научно-технологических секций, стендовых докладов, докладов участников Международного конкурса научных работ молодых ученых в области нанотехнологий и выставки.
Всего в мероприятиях Форума приняло участие 9024 участника и посетителя из России и 
32-х зарубежных стран, в том числе:
- 4048 участника конгрессной части Форума
- 4212 посетителя выставки
- 559 стендист
- 205 представителей СМИ освещали работу Форума

В 2009 году в мероприятиях Форума принял участие 10 191 человек из 75 регионов Российской Федерации и 38 зарубежных стран, в том числе:
- 4 022 участника конгрессной части Форума
- 9 240 посетителя выставки
- 951 стендист
- 409 представителей СМИ освещали работу Форума

В 2010 году в работе форума приняли участие почти 7200 человек. Среди посетителей экскурсий, специально организованных Фондом «Форум Роснанотех» для школьников, собрались участники Всероссийской интернет-олимпиады по нанотехнологиям, и ученики школ, оказавшиеся впервые в центре крупного нонатехнологического события. Специально для посещения Форума приехали школьники из Чебоксар, Тулы, Ростова-на-Дону. Экскурсоводами стали аспиранты МГУ им. Ломоносова, включенные в процесс подготовки нанотехнологической олимпиады.

## Образование
В 2006 году сформирован Факультет нано-, био-, информационных и когнитивных технологий МФТИ.
1 марта 2007 года образован Физико-технический институт ИрГТУ, готовящий специалистов по направлению подготовки «Нанотехнологии».
С 2007 года проводится Всероссийская интернет-олимпиада по нанотехнологиям «Нанотехнологии — прорыв в Будущее!».
С сентября 2017 в Новосибирском государственном университете открыта кафедра нанокомпозитных материалов. Студенты кафедры получили доступ к практике на крупнейшем мировом производстве одностенных углеродных нанотрубок  – заводе OCSiAl.

## Издания о нанотехнологиях
С середины 2004 года выходит nanonewsnet.ru, самый крупный в рунете агрегатор и популяризатор новостей в области нанонауки, нанотехнологий и наноиндустрии.
С конца 2006 года стал выходить междисциплинарный научный журнал Российские нанотехнологии, публикующий результаты фундаментальных и прикладных исследований в области нанонаук.
С 2007 года работает сайт Nanometer.ru, посвящённый нанотехнологиям.